# 1932 ve fotografii
Tento článek obsahuje významné fotografické události v roce 1932.

## Události

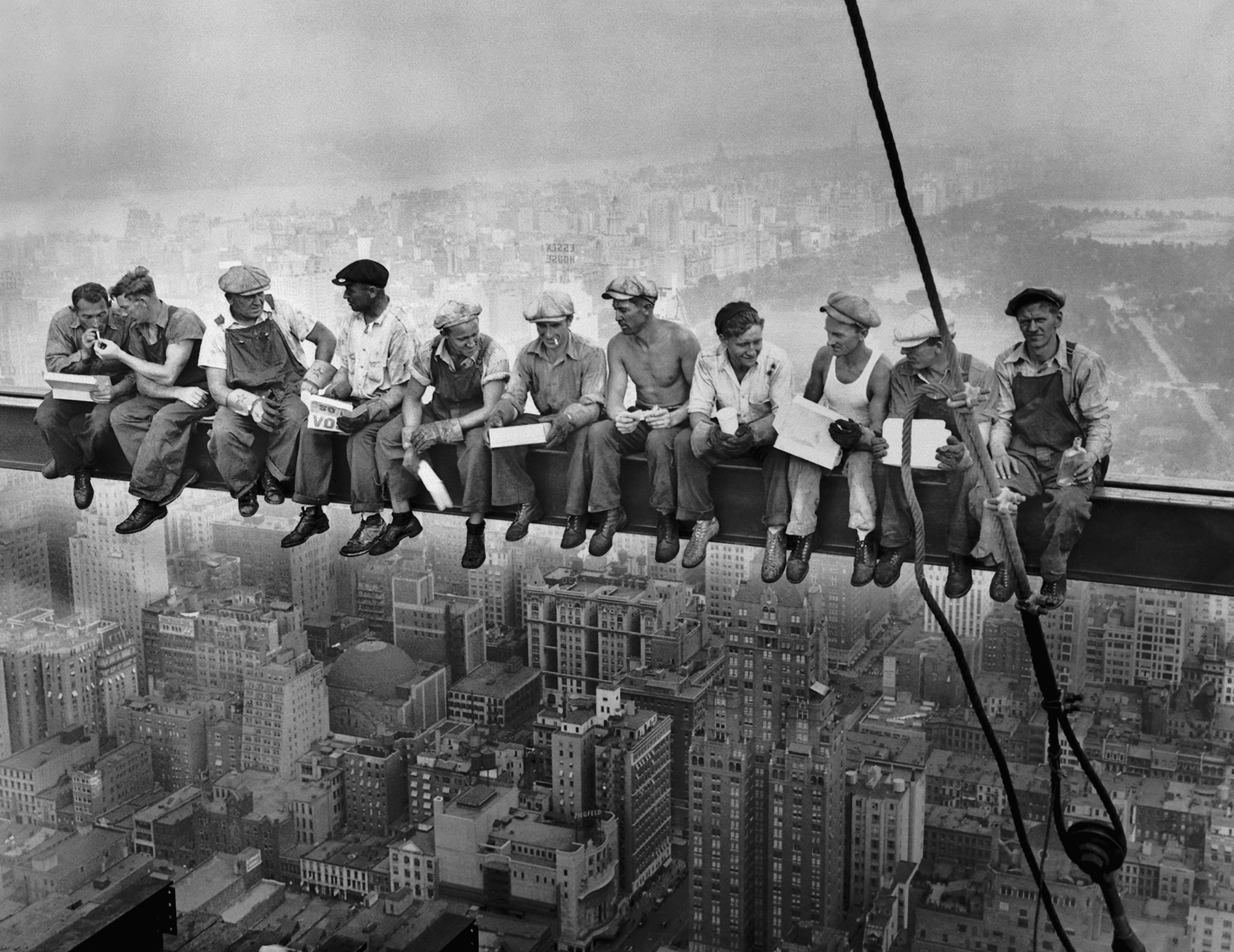
Oběd na vrcholu mrakodrapu, 1932

- červenec – Americké vydání časopisu Vogue vyšlo poprvé s barevnou fotografií na obálce červencového čísla.
- 20. září – Charles Clyde Ebbets pořídil fotografii Oběd na vrcholu mrakodrapu, publikovanou v neděli jako foto příloha New York Herald Tribune 2. října.
- První plně barevný film Technicolor s názvem Flowers and Trees od společnosti Disney.
- Henri Cartier-Bresson pořídil fotografii Derrière la gare de Saint-Lazare
- John Heartfield pořídil fotomontáže Adolf, the Superman a The Meaning of Geneva, Where Capital Lives, There Can Be No Peace
- Ansel Adams založil s Edwardem Westonem a několika dalšími fotografy ze San Franciska – mezi nimi Willard Van Dyke a Imogen Cunninghamová – Skupinu f/64, aby propagovali svou sdílenou vizi fotografické praxe v reakci na tehdejší populární piktorialismu.

## Výstavy
- 15. listopadu – První výstava fotografů umělecké skupiny Group f/64 v de Youngovo muzeu v San Francisku.

## Narození v roce 1932
- 14. ledna – Miroslav Klivar, malíř, grafik, sklářský výtvarník a fotograf († 21. listopadu 2014)
- 18. ledna – Peter Magubane, 91, jihoafrický fotograf a aktivista proti apartheidu, osobní fotograf prezidenta Nelsona Mandely († 1. ledna 2024)
- 14. února – Vladimír Remeš, český publicista a kritik fotografie, autor nebo spoluautor publikací z oboru dějin fotografie, jeho manželkou byla Daniela Mrázková († 26. srpna 2021)
- 18. února – Duane Michals, americký fotograf († ?)
- 1. března – Jiří Platenka, fotograf († 1. února 1999)
- 7. března – Ed Thrasher, americký fotograf († 5. srpna 2006)
- 27. března – Václav Ševčík, český propagační grafik a fotograf, známý zejména z oblasti knižní grafiky a politického plakátu
- 6. dubna – James Drake, americký sportovní fotograf († 10. ledna 2022)
- 13. dubna – Eduard Pesov, ruský fotograf, TASS, RIA Novosti, fotografoval Nikitu Chruščova, Leonida Brežněva, Michaila Gorbačova, Borise Jelcina, Jevgenije Primakova a mnoha dalších vládních osobností sovětské éry a moderní doby, spolupracoval se všemi ministry zahraničí SSSR a Ruské federace († 29. prosince 2024)
- 18. dubna – Sara Facio, argentinská fotografka nejznámější díky společnému fotografování s Alicií D'Amico různých kulturních osobností, včetně argentinských spisovatelů: Julia Cortázara, Maríy Eleny Walshové a Alejandry Pizarnikové († 18. června 2024)
- 25. května – Taras Kuščynskyj, fotograf († 27. prosince 1983)
- 16. července – Tim Asch, americký antropolog, fotograf a filmař († 3. října 1994)
- 23. srpna – Vladimír Votýpka, český spisovatel, žurnalista a fotograf  († 13. prosince 2024)
- 26. září – Nikolaj Nikolajevič Rachmanov, ruský fotograf († 8. února 2021)
- 23. října – Ivo Bulanda, německý dokumentární filmař a fotograf († 14. února 2016)
- 26. října – Jacques Pérez, tuniský humanistický fotograf († 1. července 2022)
- 14. listopadu – Jack Smith, americký filmový režisér, fotograf a herec († 25. září 1989)
- 20. listopadu – František Němec, kameraman a fotograf († ?)
- 30. listopadu – Miroslav Jodas, fotograf († 12. září 2013)
- listopad – Herb Snitzer, americký fotograf, který fotografoval jazzové hudebníky v 50. a 60. letech 20. století († 31. prosince 2022)
- 7. prosince – Paul Caponigro, americký krajinářský fotograf († 10. listopadu 2024)
- 19. prosince – Jean-Claude Gautrand, francouzský fotograf, spisovatel, novinář a historik fotografie († 23. září 2019)
- 21. prosince – Karel Mevald, český fotožurnalista († 4. června 2022)
- 28. prosince – Eva Davidová, historička umění, etnografka, socioložka a fotografka († 21. září 2018)
- ? – Jean-François Bauret, francouzský fotograf († 2. ledna 2014)
- ? – Latif al-Ani, otec irácké fotografie († 18. listopadu 2021)
- ? – Chua Soo Bin, singapurský výtvarný fotograf († ?)
- ? – Hal Buell, americký fotograf, dvacet pět let vedl fotografické služby v Associated Press, mezinárodní tým 300 fotografů († 29. ledna 2024)
- ? – Karel Bucháček, český matematik a fotograf známý převážně svými fotografiemi pražského Žižkova (21. ledna 1932 – 5. prosince 2008)

## Úmrtí v roce 1932
- 27. ledna – Mario Nunes Vais, italský fotograf (* 1856)
- 3. února – Joshua Benoliel, dvorní fotograf krále Karla I. Portugalského (* 13. ledna 1873)
- 18. února – Machiel Hendricus Laddé, nizozemský fotograf a filmový režisér (* 5. listopadu 1866)
- 14. března – George Eastman, americký podnikatel a vynálezce (* 12. července 1854)
- 26. března – Levin Corbin Handy, americký fotograf (* 1855)
- 25. dubna – Rudolf Eickemeyer, americký fotograf (* 7. srpna 1862)
- 3. května – Arnošt Pikart, český hudebník a fotograf (* 27. ledna 1895)
- 18. května – Christian Hedemann, dánský inženýr a havajský fotograf (* 25. května 1852)
- 23. května – Curt Bentzin, německý podnikatel a výrobce fotoaparátů v Görlitzu (* 8. února 1862)
- 7. října – Isabelle Massieu, francouzská cestovatelka, spisovatelka a fotografka (* 3. dubna 1844)
- 22. listopadu – Louis Meurisse, francouzský fotograf (* 24. října 1873)
- ? – Jules Beau, francouzský fotograf (* 1864)
- ? – Lars Larsson, švédský fotograf a dvorní fotograf (* 1858)
- ? – Edmond Goldschmidt, francouzský fotograf portrétů a aktů (* 30. srpna 1863 – 15. března 1932)